# Sunnan
Sunnan est une localité de la commune de Steinkjer dans le comté du Trøndelag. La localité est au bord de la rivière Byelva, au sud de la pointe du lac Snåsavatnet. Sunnan comptait environ 250 habitants en 2001 et moins de 200 après 2003.

## Gare de Sunnan
La gare de Sunnan est une ancienne gare ferroviaire de la Nordlandsbanen. La gare fut de 1905 à 1926 la gare la plus au nord de la ligne du Nordland ; elle était l'un des terminus de la ligne Hell-Sunnanbanen. La gare est restée plus de 20 ans le terminus en raison d'un désaccord sur le tracé que devait emprunter par la suite la ligne.  Le 1er février 1971, la gare fut déclassifiée et rétrogradée au rang de halte ferroviaire. La gare fut officiellement fermée le 31 mai 1988.
La gare, détruite en 1978, se trouvait à 136,66 km de Trondheim. La gare se situe aujourd'hui entre les gares de Steinkjer (la plus proche, environ 11 km) et de Jørstad (à environ 37 km).